# El Provencio
El Provencio település Spanyolországban, Cuenca tartományban. El Provencio Las Pedroñeras, San Clemente, La Alberca de Záncara és Villarrobledo községekkel határos. Lakosainak száma 2358 fő (2024).

## Népesség
A település népessége az utóbbi években az alábbiak szerint változott:
| Lakosok száma | 2565 | 2641 | 2682 | 2794 | 2759 | 2544 | 2505 | 2437 | 2416 | 2358 |
|               | 2001 | 2004 | 2006 | 2009 | 2011 | 2014 | 2016 | 2019 | 2021 | 2024 |